# Waltari (band)
För asteroiden, se 4266 Waltari.

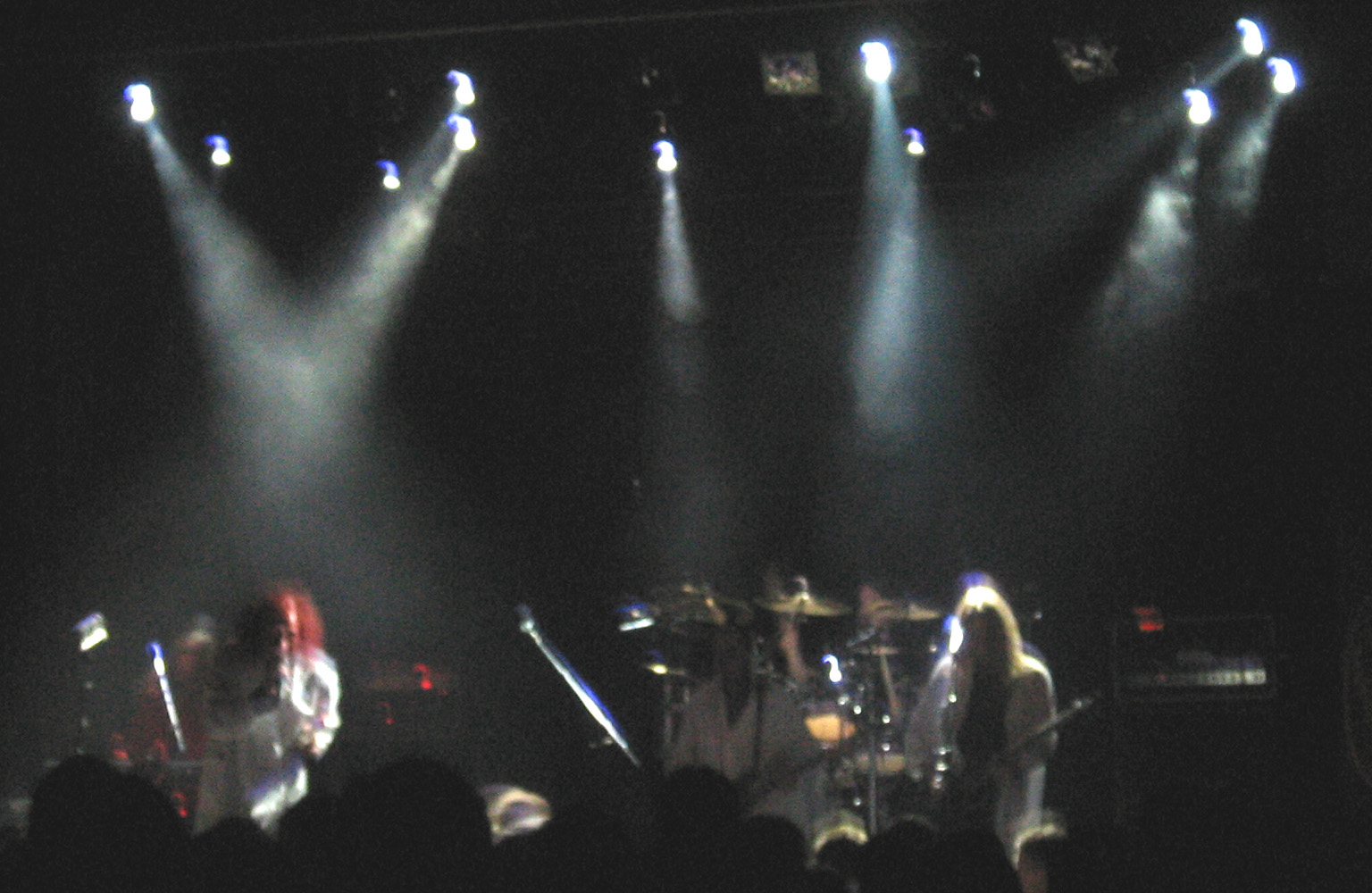

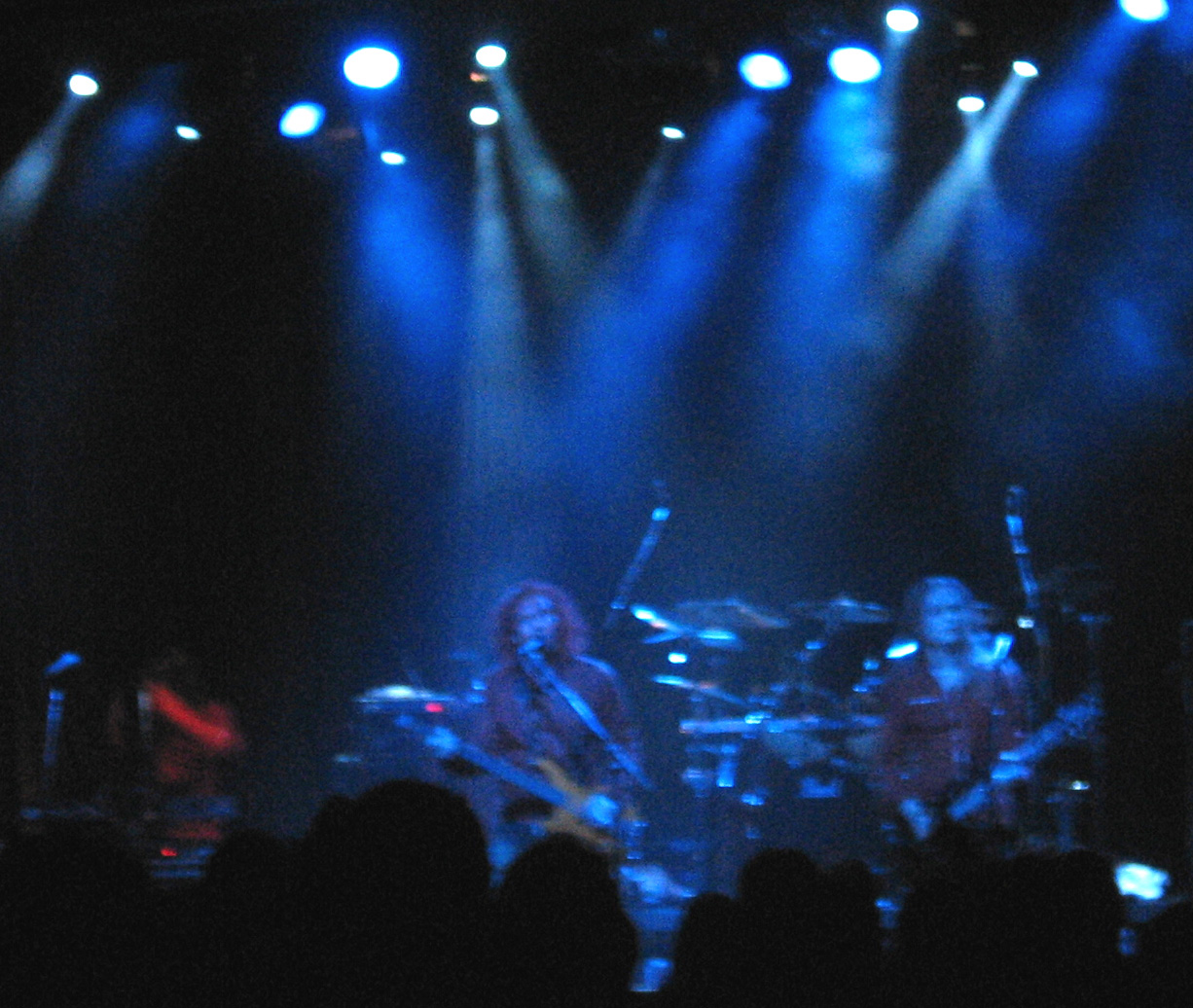
Waltari på Tavastia Club.

Waltari är en musikgrupp från Finland. De är kända för sin variation och kombinerande av musikstilar, som ofta blandar punk, pop, heavy metal, rock, techno, funk, progressiv rock och rap.
Namnet Waltari är en referens till den finska författaren Mika Waltari, som är en av gitarristen Jariot Lehtinens favoritförfattare.

## Bandmedlemmar

### Nuvarande medlemmar
- Sami Yli-Sirniö - gitarr och bakgrundssång (1989 - 1995 och 2001 - )
- Ville Vehviläinen - trummor (2005 - )
- Kärtsy Hatakka - bas, sång, keyboard (1986 - )
- Jariot Lehtinen - gitarr och bakgrundssång (1986 - )

### Före detta medlemmar
- Sale Suomalainen - trummor (1986 - 1990)
- Janne Parviainen - trummor (1990 - 2002)
- Roope Latvala - gitarr (1995 - 2001)
- Mika Järveläinen - trummor (2002 - 2005)

## Diskografi

### Album
- 1991 - Monk Punk
- 1992 - Torcha!
- 1994 - So Fine!
- 1995 - Big Bang
- 1996 - Yeah! Yeah! Die! Die! Death Metal Symphony in Deep C
- 1997 - Space Avenue
- 1999 - Radium Round
- 2000 - Channel Nordica
- 2004 - Rare Species
- 2005 - Blood Sample
- 2007 - Release Date
- 2009 - Below Zero
- 2011 - Covers All
- 2015 - You Are Waltari
- 2020 - Global Rock

### EP
- 1989 - Mut Hei
- 2001 - Back To Persepolis

### Samlingsskivor
- 1993 - Pala Leipää
- 1998 - Decade